# Distrito de Escuelas Preparatorias Delano Joint Union
El Distrito de Escuelas Preparatorias Delano Joint Union (Delano Joint Union High School District, DJUHSD) es un distrito escolar de escuelas preparatorias (high schools) del Condado de Kern, California. Tiene su sede en Delano.
La junta de síndocos tiene un presidente, un secretario, y tres miembros.

## Escuelas
- Escuela Preparatoria Cesar E. Chavez[3][4]
- Escuela Preparatoria Delano
- Escuela Preparatoria Robert F. Kennedy[1]
- Escuela Preparatoria Valley